# وهیگالا شرقی
وهیگالا شرقی (به لاتین: Wehigala East) یک منطقهٔ مسکونی در سری‌لانکا است که در استان مرکزی (سری‌لانکا) واقع شده‌است.